# Эта книга любит тебя
«Эта книга любит тебя» (англ. This Book Loves You) — пародия на книги по саморазвитию за авторством шведского видеоблогера Пьюдипая, выпущенная 20 октября 2015 года издательством Penguin Group. В книгу вошли разнообразные афоризмы, шутки и мудрости, оформленные в виде иллюстраций. Книга доступна как в бумажном, так и в электронном формате.

## Содержание
Бумажное издание книги содержит около 240 иллюстрированных страниц с пародийными цитатами, она является «книгой для журнального столика».

## Создание
Пьюдипай заявил, что идею для написания книги ему подсказали его поклонники в «Твиттере». Пьюдипай опубликовал пародию на вдохновляющую цитату в социальных сетях, на которую его поклонники отреагировали тем, что разместили то, что он сказал, в виде смешных картинок. Он заявил, что это был момент, когда всё началось, так как он хотел сделать что-то большее с этой идеи. Он также заявил, что это будет отличный шанс установить контакт со своей аудиторией новым способом.

## Восприятие
«Эта книга любит тебя» стала бестселлером по версии The New York Times и оставалась в списке на протяжении недели. Организация Common Sense Media оценила книгу в три звезды, написав, что «нахальные, неискренние советы в одну строку и их цветные иллюстрации обязательно понравятся миллионам подписчиков Пьюдипая».